# Natan Jurkovitz
Natan Jurkovitz (Poitiers, 4 aprile 1995) è un cestista svizzero con cittadinanza francese naturalizzato israeliano, figlio del pallavolista Jean-Marc e fratello del cestista Thomas.

## Palmarès

### Club
- Campionato svizzero: 6

Fribourg Olympic: 2015-16, 2017-18, 2018-19, 2021-22, 2022-23, 2023-24
- Coppa di Svizzera: 6

Fribourg Olympic: 2016, 2018, 2019, 2022, 2023, 2024
- Coppa di Lega svizzera: 4

Fribourg Olympic: 2018, 2022, 2024, 2025
- Supercoppa di Svizzera: 3

Fribourg Olympic: 2021, 2022, 2024

### Individuali
- MVP finali Swiss Basketball League: 1

2021-22
- MVP Coppa di Lega Svizzera: 1

2022
- MVP Coppa di Svizzera: 1

2024